# Hotel przy ul. Dworcowej 16 w Bytomiu
Hotel przy ul. Dworcowej 16 w Bytomiu – budynek hotelu z XIX wieku przy ulicy Dworcowej w Bytomiu, wpisany do rejestru zabytków nieruchomych województwa śląskiego.

## Historia
Pierwotny budynek w miejscu dzisiejszej hotelowej kamienicy stanowiła karczma wybudowana przed 1858 rokiem (dawny numer 34). Następnie, w 1858 roku wybudowano salę taneczną i teatralną w podwórzu według projektu Steinmetza. Budynek hotelu Sanssouci z restauracją i winiarnią powstał na miejscu karczmy w 1871 roku, zaprojektował go Ferdinand Herrmann. Wnętrze zostało przebudowane w 1895 roku według projektu J. Cyganka. Hotel przebudowany w 1910 roku według projektu berlińskiego architekta Ahrensa przez bytomską firmę Boswau & Knauer i od tego czasu nosił nazwę Kaiserhof. 
Budynek został wpisany do rejestru zabytków nieruchomych województwa śląskiego, jest to najstarszy zabytek przy ul. Dworcowej.
Obiekt był poddawany remontom, m.in. wymieniono oryginalną stolarkę okienną, w 2018 roku odnowiono fasadę. Budynek jest współcześnie wykorzystywany jako Hotel Bristol, na początku XXI wieku na parterze mieściła się kawiarnia i Bar Złom.

## Architektura
Budynek jest położony w zwartej zabudowie ulicy, od północy przylegają do niego dwa skrzydła, co tworzy wewnętrzny dziedziniec. Kompozycja czternastoosiowej fasady stylistycznie nawiązuje do klasycyzmu, detale mają charakter eklektyczny i klasycyzujący. W części środkowej wieńczy ją półokrągły szczyt z kartuszem z girlandą z datą 1911. Elewacja parteru została przekształcona i obecnie jest ahistoryczna.
Do oficyny prowadzi brama ze stalową kratą.